# دحمان دريش (سياسي)
دحمان دريش العيشاوي (1905م-1979م) (بالأمازيغية: ⴷⴰⵀⵎⴰⵏⴻ ⴷⴻⵔⵉⵛⵀⴻ) هو رجل سياسي جزائري من مواليد بلدية سوق الحد، الجزائر.

## النشأة
كانت ولادة دحمان دريش العيشاوي في سنة 1905م الموافقة لعام 1323هـ في مدينة سوق الحد غير بعيد عن قرية آيث حمادوش التي تنحدر منها عائلة دريش.
وبعد أن درس القرآن الكريم ومبادئ اللغة العربية والفقه المالكي في زاوية آيث حمادوش، واصل دحمان دريش دراسته في المدرسة الفرنسية داخل مدينة سوق الحد، مع الحفاظ على استكمال تكوينه العلمي والديني ضمن الطريقة الرحمانية.
وقرية آيث حمادوش هي إحدى قرى عرش آيث عيشة ضمن عروش الزواوة في شرق جبال الخشنة المطلة على وادي يسر.
أبوه هو الباشاغا محمد دريش (1865م-1948م) الذي كان فلاحا في بلدية سوق الحد، وجده هو علي دريش الذي كان فلاحا في بلدية بني عمران.
فنشأ «دحمان دريش» في فضاء جبال الخشنة التي تمتد من وادي سيباو إلى غاية وادي مزفران مرورا بسهل متيجة.
وقد تم إطلاق لقب دريش على عائلته من طرف المكاتب العربية أثناء إنشاء الحالة المدنية للأهالي في الجزائر [الفرنسية] لما كان لويس تيرمان حاكما عاما في الجزائر ابتداء من شهر نوفمبر 1881م إلى غاية شهر أفريل 1891م.
ويمكن أن يكون أصل كلمة دريش من درويش صوفي أو من كلمة «الثري» (بالفرنسية: De Riche)‏.

## النشاط الزراعي
مارس «دحمان دريش» مهنة الفلاحة في بلدية سوق الحد مع إخوته داخل مزرعة كبيرة كان يملكها أبوهم القائد محمد دريش.
وكانت بلدية سوق الحد بلدية كاملة الصلاحيات تم إنشاؤها في سنة 1872م مباشرة بعد القضاء على ثورة المقراني في 1871م.
وكانت مساحة سوق الحد تصل إلى 1 139 هكتارا من الأراضي الفلاحية الخصبة الموزعة على 40 مزرعة إحداها كانت مملوكة من طرف عائلة دريش.
ومصدر أراضي هذه المزارع المتواجدة على الضفة الغربية من وادي يسر هو استحواذ الاحتلال الفرنسي للجزائر على ممتلكات الثوار الجزائريين الذين ساندوا محمد المقراني أثناء 1871م في جبال الخشنة وسهل يسر.
وكانت عائلة دريش من بين العائلات الزواوية القليلة التي حافظت على ملكية بعض أراضي عرش آيث عيشة التي استحوذ عليها المزارعون القادمون من الألزاس واللورين بعد 1880م.
وكان «دحمان دريش» يشارك مع إخوته في زراعة الحبوب والعنب والتبغ، بالإضافة إلى زراعة الخضار والشجيرات في الحدائق.
كما أن نشاطه الفلاحي كان يتضمن تربية المواشي من ثيران وكباش وماعز، وكذلك البغال والخيول.
وكانت مشاركة قرويي عرش آيث عيشة في زراعة المحاصيل داخل هذه المزارع تسمح لهم بالحصول على مرتبات تلبي بعض احتياجات عائلاتهم في قرى جناح، وإيفخارن، وإيطوبال، وإيقرعيشن، وآيث علي سي مبارك، وبوهرة، وبالول، وآيث حمادوش.

## النشاط الإداري البلدي
ساعد «دحمان دريش» أباه محمد دريش في مهام وظيفة القائد التي أُسْنِدت له في إقليم جبال الخشنة ابتداء من عام 1919م بعد الحرب العالمية الأولى إلى غاية تقاعده في 1946م بعد الحرب العالمية الثانية.
وكانت وظيفة القائد قد سمحت لمحمد دريش بتسجيل أبنائه وأقاربه في المدرسة الفرنسية، بما مكنه من تسريبهم بعد تعليمهم إلى الهياكل الإدارية في دائرة ثنية التي كانت من قبل حكرا على الأوروبيين.
وكان القائد محمد دريش يحضر اجتماعات المجلس البلدي في ثنية، وتُعِينه في مهامه لجنة من الأهالي الزواوة مكونة من أبنائه «دحمان دريش» و«أحمد دريش» و«الوناس دريش»، بالإضافة إلى كل من «رابح معراف»، و«رابح تيميزار»، و«حسين فزاز»، و«محمد عمراوي».
وكان هذا القائد يحضر الاجتماعات الإدارية والانتخابية والاحتفالية التي كانت تُنظَّم في بلدية ثنية خلال عامَيْ 1931م و1932م مع شيخ الفرقة محمد الصغير بوسحاقي.
وتزامن النشاط الإداري لـ«دحمان دريش» مع أبيه القائد وإخوته مع فترات رئاسة بلدية تيزي نايث عيشة من طرف «سيزار بونيفاس» (بالفرنسية: César Boniface)‏ و«جيروم زيفاقو» (بالفرنسية: Jérôme Zévaco)‏.

## الهيئة التنفيذية المؤقتة

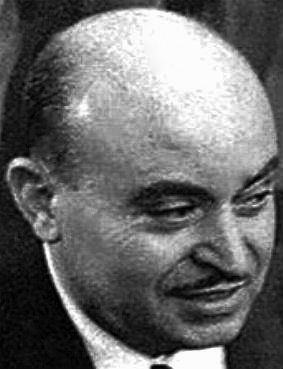
عبد الرحمن فارس (1911م-1991م)

تم تعيين عبد الرحمن فارس كرئيس لهيكل الهيئة التنفيذية المؤقتة [الفرنسية] في الصخرة السوداء (حاليا مدينة بومرداس) بتاريخ 6 أفريل 1962م مباشرة بعد توقيع كريم بلقاسم على اتفاقيات إيفيان.
فالتحق «دحمان دريش»، الذي كان عمره آنذاك 57 عاما، بمجموعة الهيئة التنفيذية المؤقتة [الفرنسية] كممثل لمنطقة جبال الخشنة بتاريخ 13 أفريل 1962م بعد ظهور نتائج استفتاء اتفاقيات إيفيان الذي جرى في 8 أفريل 1962م.
وكانت هذه المجموعة تضم كلا من «عبد الرحمن فارس»، و"شوقي مصطفاي [الفرنسية]"، و«بلعيد عبد السلام»، و«أمحمد شيخ»، و«عبد الرزاق شنتوف»، و«عبد القادر الحسار»، و«بومدين حميدو»، و«حاج إبراهيم بيوض»، و"محمد بن تفتيفة [الفرنسية]"، و«سعيد حسين».
ساهم «دحمان دريش» في تسيير شؤون حكومة الجزائر المستقلة ضمن المقر المؤقت في الصخرة السوداء (حاليا مدينة بومرداس) مع الأعضاء الآخرين تحضيرا لتنظيم استفتاء تقرير مصير الجزائر.
وحينما تم الإعلان عن نتائج استفتاء تقرير مصير الجزائر بتاريخ 3 جويلية 1962م، تم نقل سلطة الدولة الجزائرية إلى مجموعة «دحمان دريش».
وحينما تم تكوين أول «جمعية وطنية تأسيسية» في الجزائر، قام عبد الرحمن فارس ومجموعة «دحمان دريش» بتحويل سلطة الدولة إلى هذه الجمعية التأسيسية بتاريخ 25 سبتمبر 1962م، ثم إلى حكومة بن بلة الأولى بتاريخ 15 أكتوبر 1962م.

## الجزائر المستقلة
حينما استعادت الجزائر استقلالها في 1962م، تم تعيين «دحمان دريش» في منصب مندوب بلدي خاص لمدينة سوق الحد في بلدية ثنية.
ورغم أن «دحمان» كان يسير مزرعة في سوق الحد وسط المستوطنين الأوروبيين، إلا أنه حافظ على علاقة متينة ووثيقة مع مناضلي الحركة الوطنية الجزائرية ومجاهدي جيش التحرير الوطني الجزائري.
فقام والي الجزائر العاصمة، مجاهد المنظمة الخاصة ندير قصاب [الفرنسية]، بتعيين «دحمان دريش» بتاريخ 21 أوت 1962م في منصب مندوب بلدي خاص.
كما شغل «دحمان دريش» منصب محافظ سياسي في حزب جبهة التحرير الوطني الجزائري في مرحلة استقلال الجزائر ضمن منطقة القبائل وعروش زواوة في جبال الخشنة.

## وفاته
كانت وفاة دحمان دريش العيشاوي  في سنة 1979م الموافقة لعام 1399هـ.
وقد كانت وفاته في محافظة الجزائر بعد انتهاء ثورة التحرير الجزائرية ونيل استقلال الجزائر عن عمر 74 سنة.
وتم دفنه في إحدى مقابر محافظة الجزائر وهي مقبرة الغربة.

## مواضيع ذات صلة
- قائمة أعلام الجزائريين
- محمد دريش
- إلياس دريش
- دحمان دريش
- رشيد دريش
- محمد دريش (أكاديمي)
- علي بوسحاقي
- محمد الصغير بوسحاقي
- عبد الرحمن بوسحاقي
- سيدي عبد الرحمان الثعالبي
- مسجد سيدي إبراهيم البحري
- سيدي أمحمد بن عبد الرحمان بوقبرين